# Distretto di Mvomero
Il distretto di Mvomero (in swahili Wilaya ya Mvomero) è uno dei 6 distretti della regione di Morogoro, in Tanzania. Confina a nord con la regione di Tanga, a est con la Regione di Pwani, a sudest con distretto rurale di Morogoro e a ovest col distretto di Kilosa.
Lista delle circoscrizioni:
- Bunduki
- Diongoya
- Doma
- Hembeti
- Kanga
- Kibati
- Kikeo
- Langali
- Maskati
- Melela
- Mhonda
- Mlali
- Mtibwa
- Mvomero
- Mzumbe
- Sungaji
- Tchenzema